# Sante Sanguineti
Sante Sanguineti (fl. XX secolo) è stato un calciatore e arbitro di calcio italiano.

## Biografia
Iscritto nel Genoa, riuscì ad arrivare a giocare nella prima squadra.
Terminata la carriera agonistica divenne arbitro di calcio.
Le notizie su Sanguineti sono lacunose, e secondo alcune fonti il suo nome potrebbe essere stato "Santo" e non "Sante". Negli elenchi dell'Associazione Italiana Arbitri è stato comunque sempre citato come "Sante".

### Carriera calcistica
Cresciuto calcisticamente nel Genoa, fu per un triennio tra le file della prima squadra rossoblu, dal 1909 al 1912, ottenendo come massimo risultato il terzo posto nella classifica finale della Prima Categoria 1911-1912.

### Carriera arbitrale
Al termine della sua esperienza agonistica, si iscrive all'A.I.A., divenendone in breve uno degli arbitri più conosciuti e preparati di Genova, anche se il "Gruppo Arbitri Genovesi" fu istituito solo alla fine del 1927.
Iniziò ad arbitrare nel 1915 quale arbitro del Genoa C.F.C.
Alla fine del conflitto mondiale divenne arbitro effettivo a disposizione del Comitato Regionale Ligure per dirigere le gare del campionato di Prima Categoria 1919-1920. Arbitrò dal 1922 al 1926 in Lega Nord - Prima Divisione trentasei partite del massimo campionato italiano, la prima il 15 ottobre 1922 il derby torinese U.S. Torinese-Torino (1-1).